# Laujar-Alpujarra
Laujar-Alpujarra es una indicación geográfica utilizada para designar los vinos de mesa de la zona vitícola andaluza de la Alpujarra oriental, que abarca los términos municipales de Alcolea, Fondón, y Laujar de Andarax, en la provincia de Almería, España.
Esta indicación geográfica fue reglamentada en 2004. 

## Entorno
El valle de Laujar, situado en la parte alta de la cuenca del río Andarax, entre Sierra Nevada y la sierra de Gádor, cuenta con una extensión de más 800 hectáreas de vid cultivada en bancales sobre las empinadas laderas de los montes, a 960 metros de altitud.

## Variedades de uva
Los vinos de esta indicación son elaborados con las variedades tintas: Garnacha Tinta, Monastrell, Syrah, Cabernet Sauvignon, Tempranillo y Merlot, y con las blancas: Jaén blanco, Macabeo, Vijiriego, Pedro Ximénez, Chardonnay y Moscatel de grano menudo.

## Tipos de vino
- Blancos: jóvenes muy afrutados y agradables.
- Rosados: delicados y ligeros.
- Tintos: vigorosos, cálidos, intensos afrutados.